# Nathan Kress
Nathan Karl Kress (ur. 18 listopada 1992 w Glendale) – amerykański aktor. Występował w roli Fredwarda „Freddiego” Bensona z serialu Nickelodeon iCarly.

## Filmografia

### Filmy
- 1998: Babe: Świnka w mieście jako twarde szczenię Easy (głos)
- 2005: Pickled (film krótkometrażowy) jako młodszy brat
- 2005: Kurczak Mały jako pies (głos)
- 2008: Trener na szóstkę (Gym Teacher: The Movie, TV) jako Roland Waffle
- 2008: iCarly leci do Japonii jako (TV) Fredward „Freddie” Benson
- 2011: Game of Your Life (TV) jako Phillip Reese
- 2011: iCarly: Przyjęcie z Victoria znaczy zwycięstwo (TV) jako Fredward „Freddie” Benson
- 2011: Goryl Śnieżek w Barcelonie jako Elvis (głos, amerykański dubbing)
- 2014: Epicentrum jako Trey

### Seriale TV
- 2005: Dr House jako Scott
- 2005: Szkoła Shuriken jako Eizan Kaburagi (głos)
- 2005–2006: Jimmy Kimmel Live!
- 2007: Bez śladu jako młody Barry
- 2007: Nie ma to jak hotel jako Jamie
- 2007: Drake i Josh jako Topliin
- 2007: Projekt dziecko jako młody Andrew
- 2007–2012: iCarly jako Fredward „Freddie” Benson
- 2010: CSI: Kryminalne zagadki Las Vegas jako Mason Ward
- 2010: True Jackson jako książę Gabriel
- 2011: Pingwiny z Madagaskaru jako Ronald (głos)
- 2011: Victoria znaczy zwycięstwo jako widz
- 2013: Mr. Young jako Pete
- 2014: Mroczne zagadki Los Angeles jako Tyler Lang
- 2014: Sam i Cat jako Fredward „Freddie” Benson
- 2014: Fisherowie jako Hunter
- 2014: Niebezpieczny Henryk w roli samego siebie
- 2014: Hawaii Five-0 jako Jake
- 2016–2017: Star Wars: Rebelianci jako Wedge Antilles (głos)
- 2017: Game Shakers. Jak wydać grę? w roli samego siebie
- 2018: LA do Vegas jako Ryan
- 2019: Pinky Malinky jako JJ Jameson (głos)

### Gry wideo
- 2016: Lego Gwiezdne wojny: Przebudzenie Mocy jako Wedge Antilles (głos)

### Seriale internetowe
- 2014: Video Game High School jako Nowe prawo / Prawo

## Nominacje i Nagrody
| Rok  | Nagroda                                    | Kategoria                                                                                               | Tytuł  | Rezultat  |
| ---- | ------------------------------------------ | --- | ------ | --------- |
| 2008 | Young Artist Award                         | Najlepszy występ w serialu telewizyjnym - drugoplanowa rola młodego aktora                              | iCarly | Nominacja |
| 2009 | Young Artist Award                         | Wybitny aktor w serialu telewizyjnym (komediowym lub dramatycznym)                                      | iCarly | Nominacja |
| 2009 | Young Artist Award                         | Wybitni młodzi wykonawcy w serialu telewizyjnym (z Mirandą Cosgrove, Jennette McCurdy, Noahem Munckiem) | iCarly | Nominacja |
| 2010 | Young Artist Award                         | Wybitny aktor w serialu telewizyjnym (komediowym lub dramatycznym)                                      | iCarly | Nominacja |
| 2010 | Young Artist Award                         | Wybitni młodzi wykonawcy w serialu telewizyjnym (z Mirandą Cosgrove, Jennette McCurdy, Noahem Munckiem) | iCarly | Nominacja |
| 2010 | Nickelodeon Australian Kids’ Choice Awards | LOL Award (dzielona z zespołem)                                                                         | iCarly | Wygrana   |
| 2012 | Nickelodeon Kids’ Choice Awards 2012       | Ulubiony telewizyjny pomocnik                                                                           | iCarly | Nominacja |
| 2015 | YouTube Streamy Awards                     | Najlepsza obsada (wspólnie z zespołem)                                                                  | iCarly | Wygrana   |